# Dicliptera sciaphila
Dicliptera sciaphila är en akantusväxtart som beskrevs av Emery Clarence Leonard. Dicliptera sciaphila ingår i släktet Dicliptera och familjen akantusväxter. Inga underarter finns listade i Catalogue of Life.